# Dragon Slayer: The Legend of Heroes
Dragon Slayer: The Legend of Heroes, conocido como Japón como Dragon Slayer: Eiyū Densetsu (ドラゴンスレイヤー 英雄伝説 Doragon Sureiyā Eiyū Densetsu?, trad. "Dragon Slayer: La leyenda de Heroes") es un juego de rol desarrollado por Nihon Falcom. Es el sexto juego en la línea de juegos Dragon Slayer y el primero en la serie The Legend of Heroes.
Fue lanzado originalmente en 1989 para NEC PC-8801. En los próximos años también sería portado a NEC PC-9801, MSX 2, PC Engine CD-ROM/TurboGrafx-CD, Sharp X68000, Sega Mega Drive y Super Famicom. Epoch Co. también lanzó un juego de cartas Dragon Slayer: The Legend of Heroes Barcode Battler en 1992. La versión de PC Engine se lanzó en los Estados Unidos para TurboGrafx-CD y fue el único juego de la serie lanzado en los EE. UU. hasta The Legend of Heroes: A Tear of Vermillion, la nueva versión de PlayStation Portable de The Legend of Heroes IV: Akai Shizuku.
En 1995, se transmitió una versión del juego exclusivamente para los mercados japoneses a través de la subunidad Satellaview de Super Famicom con el nombre BS Dragon Slayer Eiyu Densetsu. En 1998, se incluyó una nueva versión de The Legend of Heroes con una nueva versión de Dragon Slayer: The Legend of Heroes II y se lanzó tanto para PlayStation como para Sega Saturn.
Mantra y Samsung lanzaron una conversión coreana de la versión original PC-9801 para MS-DOS / IBM PC en 1996. La edición japonesa para PC se lanzó en 1997.
La banda sonora del juego fue compuesta por los miembros de Falcom Sound Team JDK, Mieko Ishikawa y Masaaki Kawai. La banda sonora de la versión TurboGrafx-16 fue arreglada por Ryo Yonemitsu.